# Golden Globe 1982
La 39ª edizione della cerimonia di premiazione di Golden Globe si è tenuta il 30 gennaio 1982 al Beverly Hilton Hotel di Beverly Hills, California.
Laura Dern, figlia di Diane Ladd e Bruce Dern, è stata la Golden Globe Ambassador dell'edizione.

## Premi per il cinema
Vengono di seguito indicati in grassetto i vincitori. Ove ricorrente e disponibile, viene indicato il titolo in lingua italiana e quello in lingua originale tra parentesi.

### Miglior film drammatico
- Sul lago dorato (On Golden Pond), regia di Mark Rydell
- La donna del tenente francese (The French Lieutenant's Woman), regia di Karel Reisz
- Il principe della città (Prince of the City), regia di Sidney Lumet
- Ragtime, regia di Miloš Forman
- Reds, regia di Warren Beatty

### Miglior film commedia o musicale
- Arturo (Arthur), regia di Steve Gordon
- Le quattro stagioni (The Four Seasons), regia di Alan Alda
- Spiccioli dal cielo (Pennies from Heaven), regia di Herbert Ross
- S.O.B., regia di Blake Edwards
- Zoot Suit, regia di Luis Valdez

### Miglior regista
- Warren Beatty - Reds
- Louis Malle - Atlantic City, U.S.A. (Atlantic City)
- Mark Rydell - Sul lago dorato (On Golden Pond)
- Sidney Lumet - Il principe della città (Prince of the City)
- Miloš Forman - Ragtime
- Steven Spielberg - I predatori dell'arca perduta (Raiders of the Lost Ark)

### Miglior attore in un film drammatico
- Henry Fonda - Sul lago dorato (On Golden Pond)
- Burt Lancaster - Atlantic City, U.S.A. (Atlantic City)
- Treat Williams - Il principe della città (Prince of the City)
- Warren Beatty - Reds
- Timothy Hutton - Taps - Squilli di rivolta (Taps)

### Migliore attrice in un film drammatico
- Meryl Streep - La donna del tenente francese (The French Lieutenant's Woman)
- Sally Field - Diritto di cronaca (The Absence of Malice)
- Katharine Hepburn - Sul lago dorato (On Golden Pond)
- Sissy Spacek - Lontano dal passato (Raggedy Man)
- Diane Keaton - Reds

### Miglior attore in un film commedia o musicale
- Dudley Moore - Arturo (Arthur)
- Walter Matthau - Una notte con vostro onore (First Monday in October)
- Alan Alda - Le quattro stagioni (The Four Seasons)
- Steve Martin - Spiccioli dal cielo (Pennies from Heaven)
- George Hamilton - Zorro mezzo e mezzo (Zorro, the Gay Blade)

### Migliore attrice in un film commedia o musicale
- Bernadette Peters - Spiccioli dal cielo (Pennies from Heaven)
- Liza Minnelli - Arturo (Arthur)
- Blair Brown - Chiamami aquila (Continental Divide)
- Jill Clayburgh - Una notte con vostro onore (First Monday in October)
- Carol Burnett - Le quattro stagioni (The Four Seasons)

### Miglior attore non protagonista
- John Gielgud - Arturo (Arthur)
- Orson Welles - Butterfly (Butterfly)
- James Coco - Solo quando rido (Only When I Laugh)
- Howard E. Rollins Jr. - Ragtime
- Jack Nicholson - Reds

### Migliore attrice non protagonista
- Joan Hackett - Solo quando rido (Only When I Laugh)
- Jane Fonda - Sul lago dorato (On Golden Pond)
- Kristy McNichol - Solo quando rido (Only When I Laugh)
- Mary Steenburgen - Ragtime
- Maureen Stapleton - Reds

### Miglior interprete debuttante
- Pia Zadora - Butterfly
- Kathleen Turner - Brivido caldo (Body Heat)
- Craig Wasson - Gli amici di Georgia (Four Friends)
- Elizabeth McGovern - Ragtime
- Howard E. Rollins Jr. - Ragtime
- Rachel Ward - Pelle di sbirro (Sharky's Machine)

### Migliore sceneggiatura
- Ernest Thompson - Sul lago dorato (On Golden Pond)
- Kurt Luedtke - Diritto di cronaca (Absence of Malice)
- Alan Alda - Le quattro stagioni (The Four Seasons)
- Harold Pinter - La donna del tenente francese (The French Lieutenant's Woman)
- Warren Beatty e Trevor Griffiths - Reds

### Migliore canzone originale
- Arthur's Theme (Best That You Can Do), musica e testo di Burt Bacharach, Carole Bayer Sager, Christopher Cross e Peter Allen - Arturo (Arthur)
- It's Wrong For Me To Love You, musica di Ennio Morricone e testo di Carol Connors - Butterfly (Butterfly)
- Endless Love, musica e testo di Lionel Richie - Amore senza fine (Endless Love)
- For Your Eyes Only, musica di Bill Conti, testo di Mick Leeson - Solo per i tuoi occhi (For Your Eyes Only)
- One More Hour, musica e testo di Randy Newman - Ragtime (Ragtime)

### Miglior film straniero
- Momenti di gloria (Chariots of Fire), regia di Hugh Hudson (Regno Unito)
- Atlantic City, U.S.A. (Atlantic City), regia di Louis Malle (Francia/Canada)
- U-Boot 96 (Das Boot), regia di Wolfgang Petersen (Germania Ovest)
- Gli anni spezzati (Gallipoli), regia di Peter Weir (Australia)
- Pixote, la legge del più debole (Pixote: A Lei do Mais Fraco), regia di Héctor Babenco (Brasile)

## Premi per la televisione
Vengono di seguito indicati in grassetto i vincitori. Ove ricorrente e disponibile, viene indicato il titolo in lingua italiana e quello in lingua originale tra parentesi.

### Miglior serie drammatica
- Hill Street giorno e notte (Hill Street Blues)
- Dallas
- Dynasty
- Cuore e batticuore (Hart to Hart)
- Lou Grant (Lou Grant)

### Miglior serie commedia o musicale
- M*A*S*H
- Barbara Mandrell and the Mandrell Sisters (Barbara Mandrell and the Mandrell Sisters)
- Love Boat (The Love Boat)
- Soldato Benjamin (Private Benjamin)
- Taxi

### Miglior mini-serie o film per la televisione
- La valle dell'Eden (East of Eden), regia di Harvey Hart
- Bill, regia di Anthony Page
- Masada, regia di Boris Sagal
- A Long Way Home (A Long Way Home), regia di Robert Markowitz
- Assassinio nel Texas (Murder in Texas), regia di William Hale

### Miglior speciale TV varietà o musical
- The Kennedy Center Honors: A Celebration of the Performing Arts
- The American Film Institute Salute to Fred Astaire
- Diana
- Lily: Sold Out
- A Lincoln Center Special: Beverly!

### Miglior attore in una serie drammatica
- Daniel J. Travanti - Hill Street giorno e notte (Hill Street Blues)
- Larry Hagman - Dallas
- John Forsythe - Dynasty
- Edward Asner - Lou Grant
- Tom Selleck - Magnum, P.I.

### Miglior attore in una serie commedia o musicale
- Alan Alda - M*A*S*H
- James Garner - Maverick (Bret Maverick)
- Gavin McLeod - Love Boat (The Love Boat)
- Tony Randall - Love, Sidney
- Judd Hirsch - Taxi

### Miglior attore in una mini-serie o film per la televisione
- Mickey Rooney - Bill
- Peter O'Toole - Masada
- Peter Strauss - Masada
- Timothy Hutton - A Long Way Home
- Ray Sharkey - The Ordeal of Bill Carney
- Dirk Bogarde - La storia di Patricia Neal (The Patricia Neal Story)
- Danny Kaye - Diritto d'offesa (Skokie)

### Miglior attrice in una serie drammatica
- Barbara Bel Geddes - Dallas
- Linda Evans - Dynasty
- Linda Gray - Dallas
- Joan Collins - Dynasty
- Morgan Fairchild - Flamingo Road (Flamingo Road)
- Stefanie Powers - Cuore e batticuore (Hart to Hart)

### Miglior attrice in una serie commedia o musicale
- Eileen Brennan - Soldato Benjamin (Private Benjamin)
- Barbara Mandrell - Barbara Mandrell and the Mandrell Sisters (Barbara Mandrell and the Mandrell Sisters)
- Loretta Swit' - M*A*S*H
- Bonnie Franklin - Giorno per giorno (One Day at a Time)
- Loni Anderson - WKRP in Cincinnati (WKRP in Cincinnati)

### Miglior attrice in una mini-serie o film per la televisione
- Jane Seymour - La valle dell'Eden (East of Eden)
- Joanne Woodward - Crisis at Central High (Crisis at Central High)
- Jaclyn Smith - Jacqueline Bouvier Kennedy (Jacqueline Bouvier Kennedy)
- Glenda Jackson - La storia di Patricia Neal (The Patricia Neal Story)
- Ellen Burstyn - The People vs. Jean Harris (The People vs. Jean Harris)

### Miglior attore non protagonista in una serie
- John Hillerman - Magnum, P.I.
- Vic Tayback - Alice
- Hervé Villechaize - Fantasilandia (Fantasy Island)
- Pat Harrington Jr. - Giorno per giorno (One Day at a Time)
- Danny DeVito - Taxi

### Miglior attrice non protagonista in una serie
- Valerie Bertinelli - Giorno per giorno (One Day at a Time)
- Beth Howland - Alice
- Danielle Brisebois - Archie Bunker's Place (Archie Bunker's Place)
- Lauren Tewes - Love Boat (The Love Boat)
- Marilu Henner - Taxi

## Premi onorari
- Golden Globe alla carriera: Sidney Poitier